# 오감만족! 웰빙 세상
《오감만족! 웰빙 세상》은 2004년에 방송되었던 ITV 경인방송의 웰빙정보 프로그램이다.